# Adriaen Valerius
Adrianus Valerius, gelatiniseerde versie van Adriaen Valéry, ook Adriaen Valerius (Middelburg tussen 1570 en 1575 – Veere, 27 januari 1625) was een Nederlandse stadsbestuurder,  tekstdichter en componist. Valerius is vooral bekend geworden door zijn gedichten over het land- en burgerleven en zijn geuzenliederen die verhalen over de Tachtigjarige Oorlog vertellen, met name uit de postuum uitgegeven bundel Nederlandtsche gedenck-clanck (1626). Daarin onder andere de liederen Merck toch hoe sterck, Wilt heden nu treden en het huidige Nederlandse volkslied Wilhelmus.

## Notaris en stadsbestuurder
Valerius werd geboren als zoon van de uit Frankrijk afkomstige François Valéry, een welgestelde notaris en douaneambtenaar die in 1592 werd benoemd als gerechtelijke klerk bij Pieter van Reigersbergh, burgemeester van de stad Veere in Zeeland. Zes jaar later wordt Adriaen Valerius benoemd tot douane- en tolcontroleur van Veere, het begin van een loopbaan als ambtenaar en patriciër van de stad. Na zijn huwelijk met de dochter van de burgemeester in 1605, promoveerde hij tot belastingontvanger. Later werd hij schepen en raad en vervulde onder andere taken die tegenwoordig door de notaris worden verricht.

## Nederlandtsche gedenck-clanck

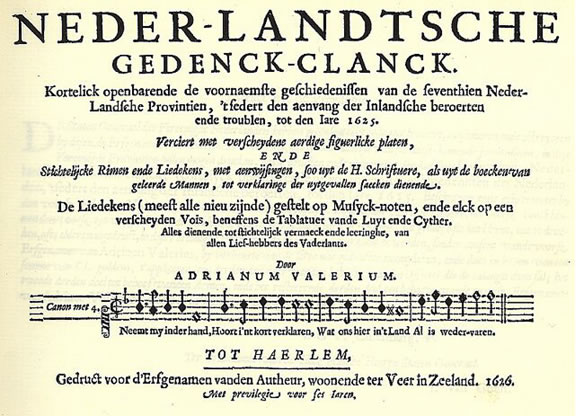
Adriaen Valerius, Neder-landtsche gedenck-clanck, uitgegeven door de erfgenamen van Valerius (Haarlem, 1626).

Als dichter droeg Valerius met anderen bij tot de belangrijke bundel, de Zeeusche Nachtegael, die in 1623 werd uitgegeven.
In 1626, een jaar na zijn dood, verscheen in Haarlem zijn belangrijkste werk. Zijn Nederlandtsche gedenck-clanck is een verzameling geuzenliederen, met melodische notatie, die handelen over de Tachtigjarige Oorlog. Die oorlog duurde van 1568 tot 1648 en Valerius geeft de stand van zaken tot kort voor zijn overlijden. De gedenck-clanck vertelt het verhaal van de opstand in proza, doorspekt met door Valerius bewerkte geuzenliederen en nieuwe, door hem gedichte liederen. De liederen waren steeds gedicht op bestaande, maar door Valerius soms aangepaste, melodieën. Ze waren voorzien van tabulatuur voor luit en citer. De bundel is doordrongen van de calvinistische moraal en een chiliastische levensbeschouwing en kan gezien worden als een militant, antikatholiek en anti-Spaans pamflet.
Vanaf de Tweede Wereldoorlog is het bekendste lied uit de bundel het Wilhelmus, dat een ouder geuzenlied is waarvan de oorsprong tot het begin van de opstand teruggaat. In 1932 werd Wilhelmus het Nederlands volkslied. Ook zijn onder meer Merck toch hoe sterck, Wilt heden nu treden en Waer dat men sich al keerd of wend nog heden ten dage goed bekend. De melodieën haalde Valerius uit het toen in omloop zijnde populaire repertoire van Nederlandse liederen maar ook van liederen en dansen van Engelse, Franse, Italiaanse, Duitse en zelfs Spaanse oorsprong.

### Populariteit van Valerius’ Gedenck-Clanck in de Nederlanden

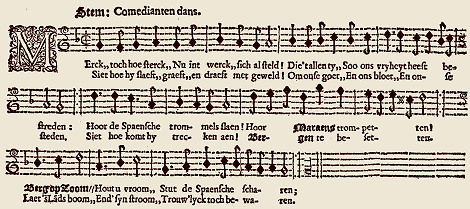
Het lied 'Merck toch hoe sterck', in: Adriaen Valerius, Neder-landtsche gedenck-clanck (Haarlem, 1626).

De gedenck-clanck beleefde een kortstondige populariteit maar belandde kort na de verschijning in de vergetelheid tot het nationalistische reveil van de 19e eeuw er weer aandacht aan schonk. Zo publiceerde A.D. Loman in 1871 een heruitgave met 19 liederen uit de Gedenck-clanck. Valerius' geschiedkundige betekenis ligt niet in de eerste plaats in zijn dichterlijke kwaliteiten, die tegenwoordig als gekunsteld worden ingeschat. Het is niet zozeer een oorspronkelijk werk als wel een afgeleide van een stilistische canon. Het belang van de gedenck-clanck is als spiegel van zijn tijd en van de toenmalige zeden. De bundel is doordrongen van een uitgesproken vaderlandslievend Nederlands identiteitsgevoel. Het werk is een favoriet symbool in troebele tijden, bijvoorbeeld tijdens de Duitse bezetting van Nederland in de Tweede Wereldoorlog, toen het door het verzet werd geadopteerd.
Verschillende liederen uit Valerius’ Gedenck-Clanck werden opgenomen in de populaire liedbundel Kun je nog zingen, zing dan mee (1906). Hierin staan onder meer de liederen 'Al uwe boos' aneslagen', 'Geluckig is het Land, Dat God de Heer beschermt', 'G'lijck den grooten rapsack vloot den Speck verbaest', 'Heer, die uw tent in de hemelen spreidt', 'Laet sang en spel, tambour en fluyt nu klinken tot Gods eer', 'Merck toch hoe sterck', 'O Nederland! let op u saeck', 'Stort tranen uyt, schreyt luyde', 'Waer dat men sich al keerd of wend' en 'Wilt heden nu treden voor God den Heere'. Ook in het Nederlandsch Volksliederenboek van 't Nut zijn liederen uit de Gedenck-Clanck opgenomen.

### Populariteit van Valerius’ Gedenck-Clanck in het buitenland

#### Succes in Duitsland

##### Onder de keizer
De populariteit van Valerius’ bundel in Duitsland verdient enige aandacht. Wilt heden nu treden voor God, den Here werd, vooral door de persoonlijke inzet van keizer Wilhelm II. gauw geliefd in de Duitse vertaling van Josef Weyl (1821-1895) en de bewerking van de Weense componist Eduard Kremser (1838-1914) als Wir treten zum Beten vor Gott, den Gerechten. Wir treten zum Beten (in het Engels bekend als "We Gather Together") of Altniederländisches Dankgebet (Oud-Nederlands dankgebed), werd een machtig symbool van het verbond tussen troon en altaar in de Duitse burgerlijke godsdienstbeleving, toonbeeld van de Thron und Altar-Zivilreligion van het keizerrijk tot 1918. Het lied werd opgenomen in de Großer Zapfenstreich en vaak gespeeld naar aanleiding van gebeurtenissen met een bijzonder karakter.

##### Onder de dictatuur vanaf 1933
Onder het nationaalsocialisme werd het lied bewust bij massavertoningen ingezet, om die een gewijde stemming te verlenen en de vermeend door God gewilde continuïteit van het Derde Rijk als voortzetting van het Duitse Rijk te verklanken. Zo werd bijvoorbeeld op 9 april 1938 in aansluiting op de toespraak van Adolf Hitler in Wenen: Danach Niederländisches Dankgebet, gesungen vom Wiener Männergesangsverein. Die Nation singt mit. Bei der dritten Strophe läuten alle Glocken der Kirchen im Reichsgebiet (“Daarna het Nederlandse dankgebed, gezongen door de Weense mannenzangvereniging. De natie zingt mee. Bij de derde strofe luiden alle kerkklokken in het Rijk“). Door deze inlijving door het nationaalsocialisme is het lied beladen geraakt en wordt het, behalve bij geloftes van het leger, weinig meer gebruikt en is nauwelijks nog bekend. Gott, der Gerechte werd een metafoor voor de Vorsehung (voorzienigheid) en het lied fungeerde als opstekertje. In die hoedanigheid is het te horen, onder meer in de films Fridericus Rex en Kolberg (1944) evenals in Joseph Vilsmaiers Stalingrad (1994).

#### Succes in Angelsaksische landen
Ook in Engeland en de Verenigde Staten had Wilt heden nu treden sinds zijn herontdekking in de 19e eeuw gauw aanhangers gevonden. Hier ontwikkelde zich We gather together, de vertaling van Theodore Baker (1894), tot een vaste waarde in het liedrepertoire op Thanksgiving Day. In 1902 maakte Julia Bulkley Cady Cory een nieuwe vertaling: We praise thee, o God, our Redeemer.
In tegenstelling tot in Duitsland kan men het heden ten dage in Amerika in tal van bewerkingen, onder andere door de Boston Pops, tijdens concerten op 4 juli of op Thanksgiving-dag nog horen.

## De Gedenck-Clanck en het Liedboek voor de kerken
Naast wereldlijke liederen schreef en publiceerde Valerius ook verschillende christelijke gezangen, die nu nog in sommige Nederlandse kerken gezongen worden. In het Liedboek voor de Kerken zijn dit:
- No 276: Als Godes Zoon, de heerser over al (op de wijs van "Wanneer ik slaap voel ik mijns levens vreugd")
- No 320: Zingt een nieuw lied voor God de Here (op de wijs van "Komt nu met zang van zoete tonen")
- No 411: Het Wilhelmus
- No 412: O Heer, die daar des hemels tente spreidt *
- No 413: De Heer in zijnen troon, zeer schoon (op de wijs van "De mei die komt ons bij zeer blij") *
- No 414: Wilt heden nu treden voor God, den Here (op de wijs van "Wilder dan wild, wie zal mij temmen") *
- No 415: Komt nu met zang van zoete tonen *
- No 416: Gelukkig is het land *
- No 417: Hoe groot, o Heer, en hoe vervaarlijk (op de wijs van "Zal ik nog lang met hete tranen") *
- No 418: Here, kere van ons af (op de wijs van "Now, o now I needs must past" = The Frog Galliard van John Dowland)

Met uitzondering van 417 verschenen alle liederen in de "Nederlandtsche gedenck-clanck". De gezangen gemarkeerd met een asterisk zijn door Valerius zelf geschreven.